# Oporinia tangens
Oporinia tangens är en fjärilsart som beskrevs av Barend J. Lempke 1950. Oporinia tangens ingår i släktet Oporinia och familjen mätare. Inga underarter finns listade i Catalogue of Life.